# Paul Lange (polityk)
Paul Lange (ur. 1874, zm. 1920) – niemiecki polityk, samorządowiec, burmistrz Prudnika w latach 1909–1920.

## Życiorys
Za swojej kadencji jako burmistrz Prudnika doprowadził miasto na szczytowy okres swojego rozwoju, jakiego później już nigdy nie osiągnęło. Dokonał zakupu lasów dominium Jarnołtówka na stokach Biskupiej i Srebrnej Kopy. Był inicjatorem powstania schroniska „Pod Kopą Biskupią”.

## Upamiętnienie

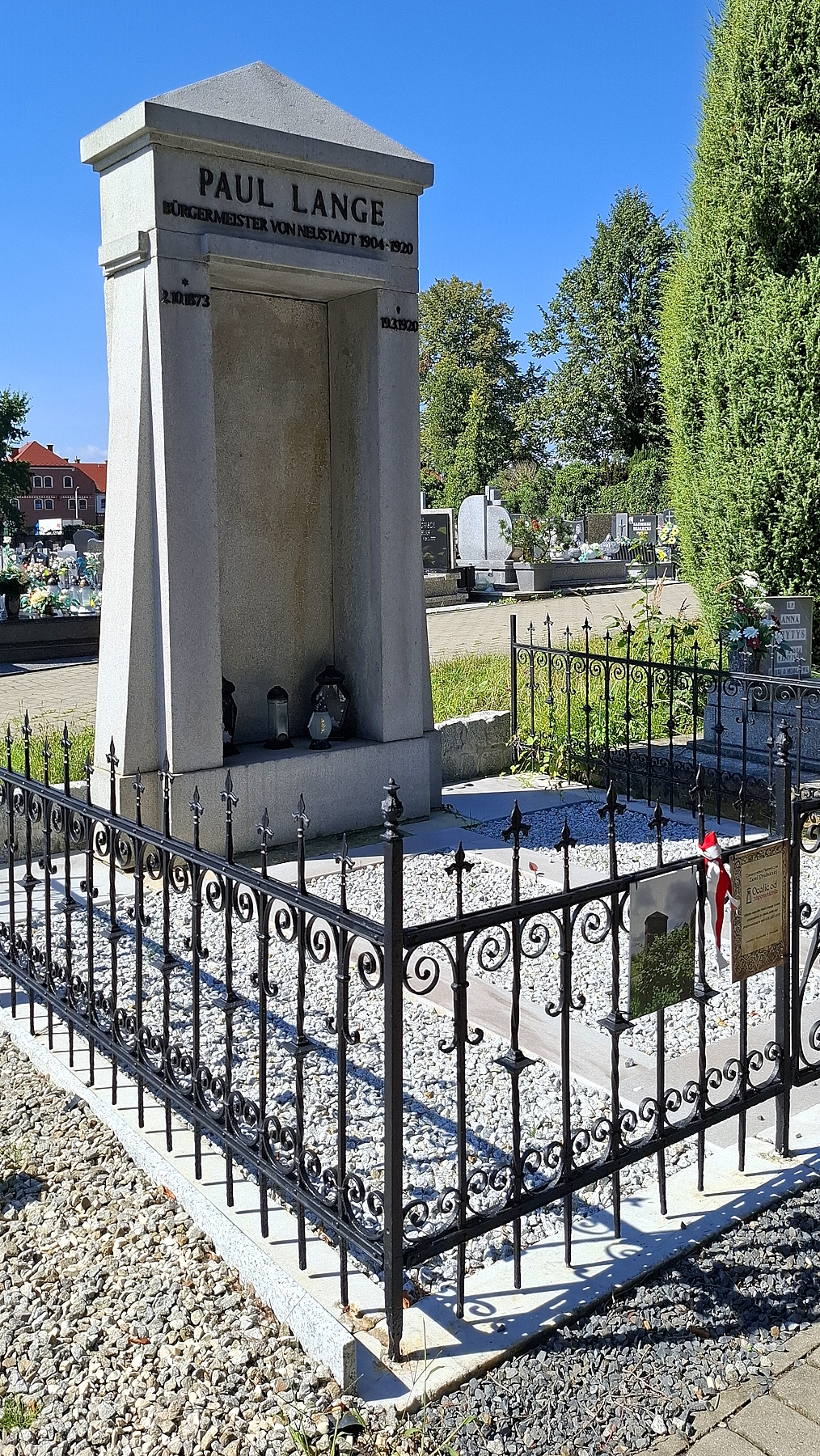
Grób Paula Langego w Prudniku

Po jego śmierci władze miasta wybudowały mu na cmentarzu monumentalny pomnik nagrobny, który po zakończeniu II wojny światowej i przejęciu miasta przez administrację polską został zdewastowany i częściowo zniszczony. Został odnowiony w 2023 staraniem Towarzystwa Historycznego Ziemi Prudnickiej. Jego imieniem została nazwana jedna z dróg na Biskupiej Kopie (Ścieżka Langego) oraz plac z niewielkim monumentem, obecnie nazywany „kapliczką”.